# 122 (عدد)
122 (مائة وواحد و عشرون) هو عدد طبيعي موجب.

## في الرياضيات
- العدد 122 شبه اولي
- العدد 122 غير سعيد.
- العدد 122 عدد خال من المربعات

## في مجالات أخرى
- 122 هو رقم طلب الإسعاف الفوري في العراق.
- 122 هو رقم طلب نجدة رجال الإطفاء في أستراليا
- 122 هو رقم طلب نجدة الشرطة في مصر
- 122 رقم طلب النجدة أثناء الازدحام المروري في الصين
- 122 هو العدد الذري لمادة اليوبيبيوم
- 122 هو الحرف z حسب الأسكي أي انه يمكنك كتابة z بAlt + 122